# Malfas
Malfas – w tradycji okultystycznej, trzydziesty dziewiąty duch Goecji. Znany również pod imieniem Malphas. By go przywołać i podporządkować, potrzebna jest jego pieczęć, która według Goecji powinna być zrobiona z rtęci.
Jest potężnym przywódcą piekła. Rozporządza 40 legionami duchów. Niektórzy utożsamiają go z Halfasem.
Buduje domy, fortece i wieże obronne, niszczy szańce przeciwnika. Dostarcza wiedzy na temat myśli, zamiarów i posunięć wroga. Potrafi znaleźć dobrych robotników. Dostarcza duchów opiekuńczych. Bardzo lubi ofiary, jednakże gdy je dostaje, to bardzo często wprowadza swoich dobroczyńców w błąd.
Wezwany, ukazuje się pod postacią kruka, aczkolwiek na rozkaz przyzywającego przyjmuje ludzką postać. Porozumiewa się chrapliwym głosem.